# Auto Union 1000
Ne doit pas être confondu avec Auto Union 1000 SP.
L’Auto Union 1000 est une automobile à traction avant du segment D, fabriquée par la société allemande Auto Union AG entre 1958 et 1963. Ce sera le seul modèle produit sous la marque Auto Union depuis 1930. Il remplace la grosse DKW 3=6, officiellement baptisée DKW F94. Les deux voitures étaient très similaires, mais le nouveau modèle avait un moteur deux temps, trois cylindres, dont la cylindrée avait été augmentée à 981 cm3, développant une puissance de 44 Ch (33 kW) à 4 500 tours par minute. 
Pour être considérée de classe supérieure, le nom DKW a été temporairement remplacé par Auto Union en 1958, la « 1000 » conservant l'ancien logo Auto Union à quatre anneaux sur la grille d'aération avec l'inscription « Auto Union » au-dessus, au lieu de « DKW » sur le capot du modèle précédent. Cela ne s'appliquait qu'aux modèles 1 000 cm3 et avec la fin de cette gamme en 1965, le nom Auto Union a également disparu à jamais.
En 1963, l'Auto Union 1000 cède la place, en Europe, à la DKW F102 (de) à l'allure plus contemporaine. Ce sera le dernier modèle de la marque DKW. DKW a été racheté en 1965 par un étrange groupement composé de Volkswagen et de Daimler-Benz. Volkswagen a immédiatement mis en service la F102 avec un moteur 4 cylindres 4 temps conçu par Daimler-Benz et l'a badgée Audi. La DKW F102 à moteur 2 temps a été très vite retirée au printemps 1966 et Audi est devenue la marque haut de gamme de Volkswagen.
La production de l'ancien modèle « F94 » a continué sous une forme légèrement modifiée au Brésil par la société « Vemag - Veículos e Máquinas Agrícolas S.A. », jusqu'en 1967, mais il a été produit sans modification à Santa Fe, en Argentine jusqu'au printemps 1969.

## Caractéristiques techniques de la gamme en Europe
Les principales caractéristiques des différentes versions de l'Auto Union 1000 en Europe sont résumées ci-dessous,
| Auto Union 1000 Europe (1957-63) |                  |                   |                   |                                                   |                 |                       |                    |                         |                      |                       |                  |                   |              |                       |
| Modèles                          | Versions         | Commercialisation | Quantité produite | Moteur                                            | Cylindrée (cm³) | Alésage x course (mm) | Tx de compres sion | Puissance (Ch à tr/min) | Couple (Nm à tr/min) | Boîte de vitesses     | Freins (AV./AR.) | Poids à vide (kg) | Vitesse maxi | Consom mation (l/100) |
| 1000                             | Berline 2 portes | 09/1959-03/1962   | 26.726            | 2 temps, longitudinal avant, 3 cylindres en ligne | 981             | 74x76                 | 7.25:1             | 44 à 4.500              | 83.4 à 2.250         | Manuelle à 4 rapports | tambours         | 920               | 125          | 8.6                   |
| 1000                             | Berline 4 portes | 06/1958-08/1959   | 3.393             | 2 temps, longitudinal avant, 3 cylindres en ligne | 981             | 74x76                 | 7.25:1             | 44 à 4.500              | 83.4 à 2.250         | Manuelle à 4 rapports | tambours         | 925               | 125          | 8.6                   |
| 1000                             | Coupé            | 09/1959-07/1961   | 2.871             | 2 temps, longitudinal avant, 3 cylindres en ligne | 981             | 74x76                 | 7.25:1             | 44 à 4.500              | 83.4 à 2.250         | Manuelle à 4 rapports | tambours         | 920               | 130          | 8.6                   |
| 1000                             | Coupé De Luxe    | 11/1957-08/1959   | 33.387            | 2 temps, longitudinal avant, 3 cylindres en ligne | 981             | 74x76                 | 7.25:1             | 44 à 4.500              | 83.4 à 2.250         | Manuelle à 4 rapports | tambours         | 920               | 130          | 8.6                   |
| 1000                             | Universal        | 09/1959-11/1962   | 16.406            | 2 temps, longitudinal avant, 3 cylindres en ligne | 981             | 74x76                 | 7.25:1             | 44 à 4.500              | 83.4 à 2.250         | Manuelle à 4 rapports | tambours         | 980               | 120          | 8.9                   |
| 1000 S                           | Berline 4 portes | 09/1959-11-1962   | 17.985            | 2 temps, longitudinal avant, 3 cylindres en ligne | 981             | 74x76                 | 7.25:1             | 50 à 4.500              | 85.3 à 2.250         | Manuelle à 4 rapports | tambours         | 950               | 130          | 8.9                   |
| 1000 S                           | Coupé            | 09/1959-09/1963   | 65.498            | 2 temps, longitudinal avant, 3 cylindres en ligne | 981             | 74x76                 | 7.25:1             | 50 à 4.500              | 85.3 à 2.250         | Manuelle à 4 rapports | tambours         | 930               | 135          | 8.6                   |
| 1000 S                           | Coupé De Luxe    | 07/1961-09/1963   | 26.048            | 2 temps, longitudinal avant, 3 cylindres en ligne | 981             | 74x76                 | 7.25:1             | 50 à 4.500              | 85.3 à 2.250         | Manuelle à 4 rapports | disques tambours | 930               | 135          | 8.6                   |

## L' Auto Union 1000 en Amérique du Sud

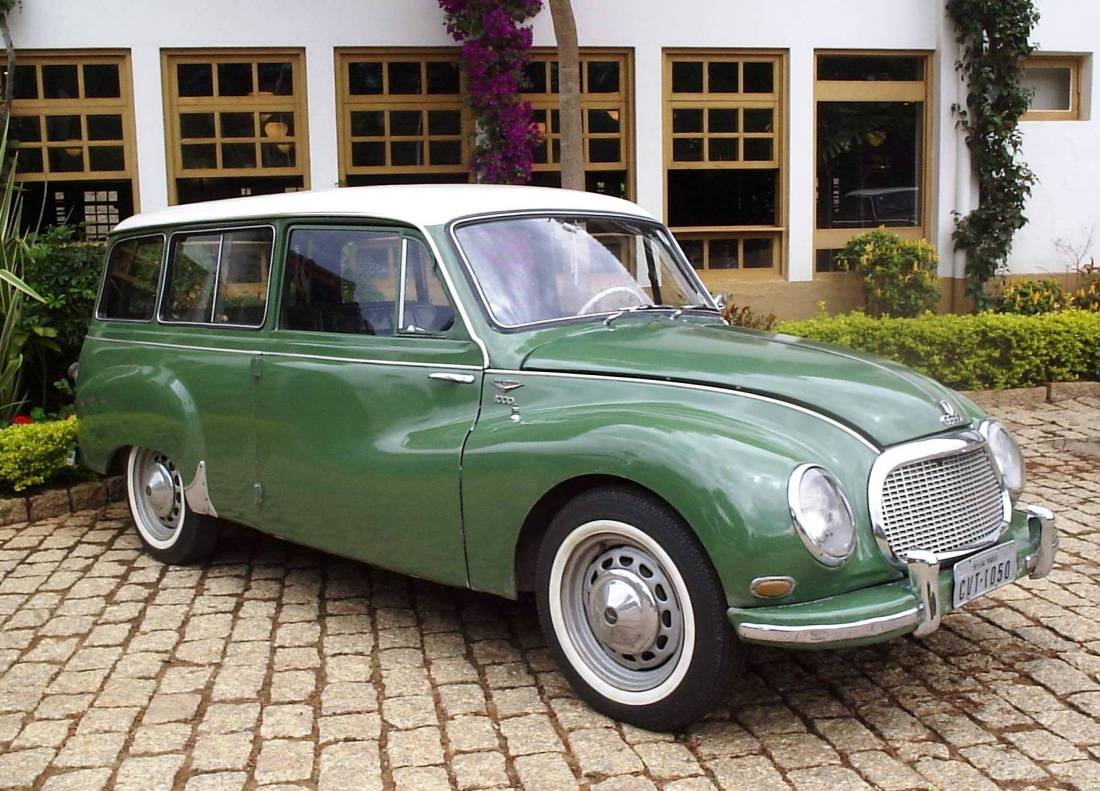
Auto Union - DKW Universal argentine / Vemag brésilienne.

L'Auto Union 1000 a été également produite en Amérique du Sud, notamment en Argentine et au Brésil. 

### En Argentine
En Argentine, la production a commencé en juin 1960 à la suite d'un accord signé le 23 octobre 1959 entre Auto Union et la société argentine Industria Automotriz Santa Fe S.A., basée à Santa Fe. La production était initialement limitée à la version 1000 S berline avec une carrosserie à quatre portes uniquement. Ce n'est qu'à partir de 1962 que l'accord a été étendu à la version berline 2 portes, au break appelé "Universal" et à la fourgonnette "Schnellaster" qui, en Allemagne, avait cessé d'être produite cette année-là. Les "1000 S" produites en Argentine différaient des modèles allemands par certains détails, comme le pare-chocs avant de conception différente. Auto Union a fait appel au designer et carrossier italien Fissore pour le modèle 1000 SE Coupé au style italien très élégant comparé aux modèles allemands. Seuls 700 exemplaires ont été fabriqués avant la fermeture de l'usine.
À partir de 1967, l'usine a connu une très forte chute de sa production en raison d'une procédure judiciaire accusant les dirigeants de la société de contrebande et d'évasion fiscale. La production de l'usine s'est poursuivie lentement avec de grandes difficultés jusqu'à la fin de l'année 1969, date à laquelle elle a cessé définitivement toute activité. Elle aura produit 32.698 exemplaires, tous modèles confondus.
Le marketing de la marque, en Argentine, a été immédiatement en proie à des problèmes d'organisation imputables à la mauvaise organisation du réseau de vente. Cela s'est répercuté sur les résultats commerciaux dès 1966, en deçà des attentes et a précipité le dépôt de bilan en 1968. Industria Automotriz Santa Fe a fermé ses portes au printemps 1969 après une production de la 1000 S berline à 21.797 exemplaires et l'Universal à 6.396 exemplaires.

## Au Brésil

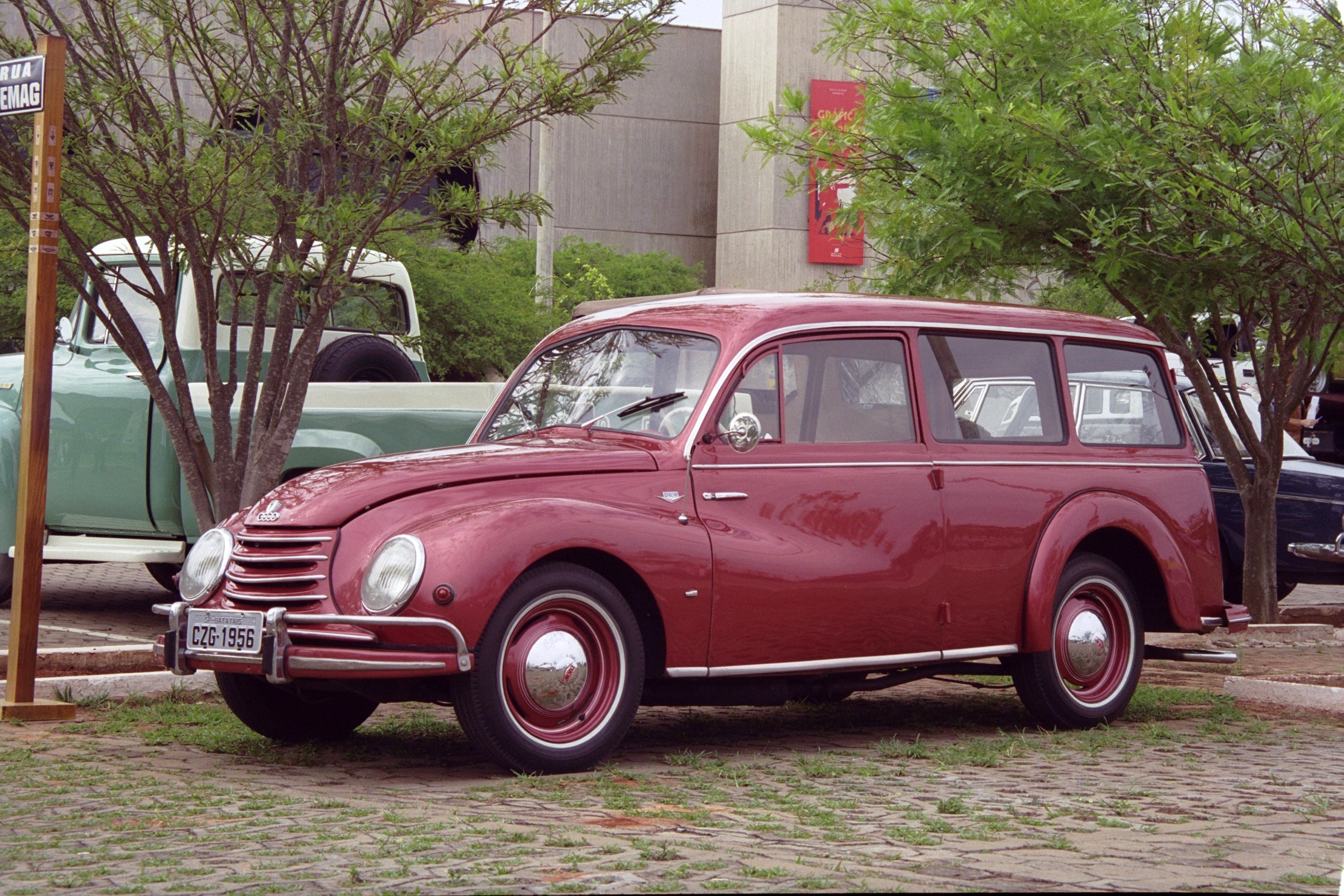
DKW-Vemag Camioneta (1956)

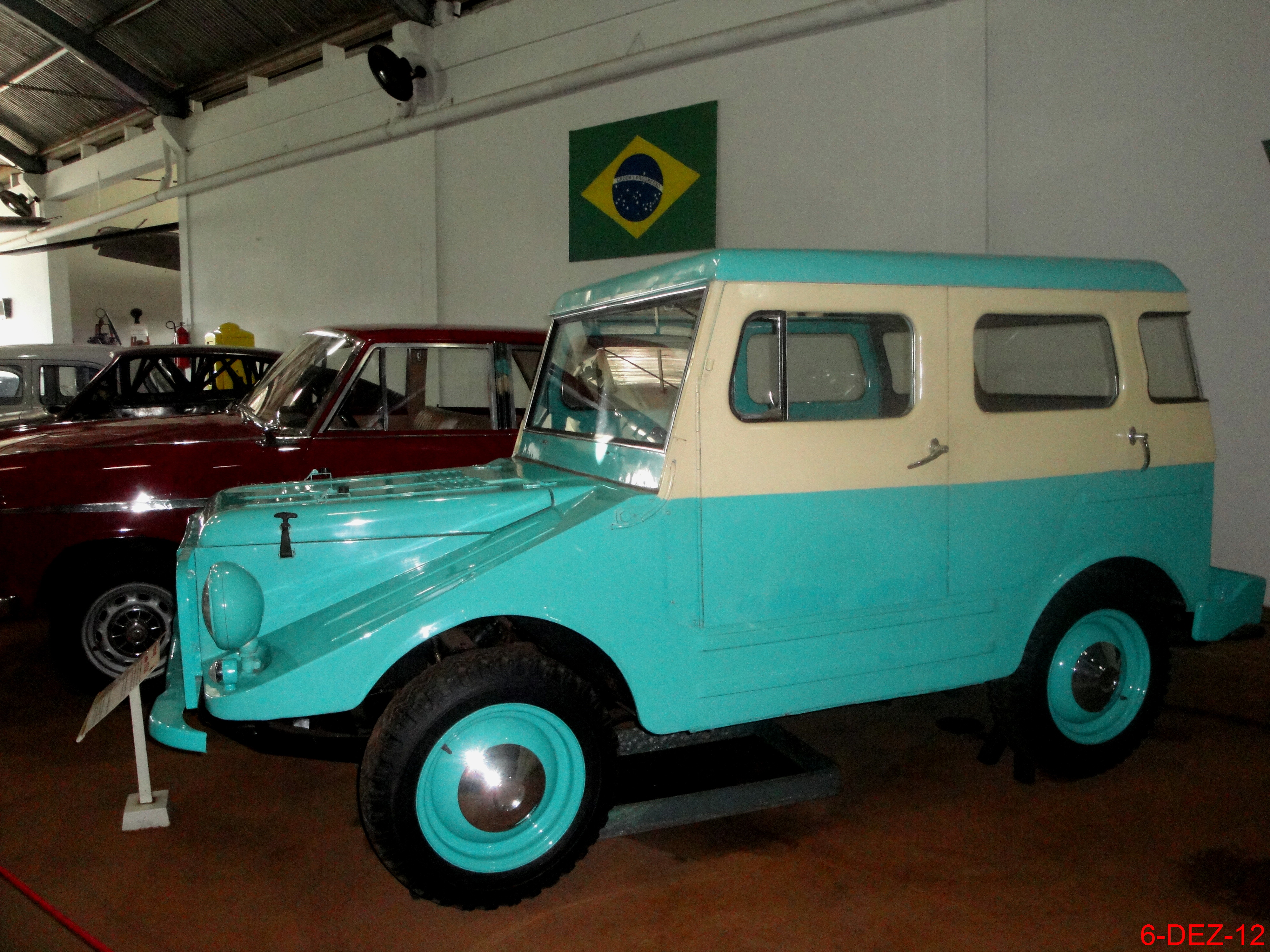
Candango

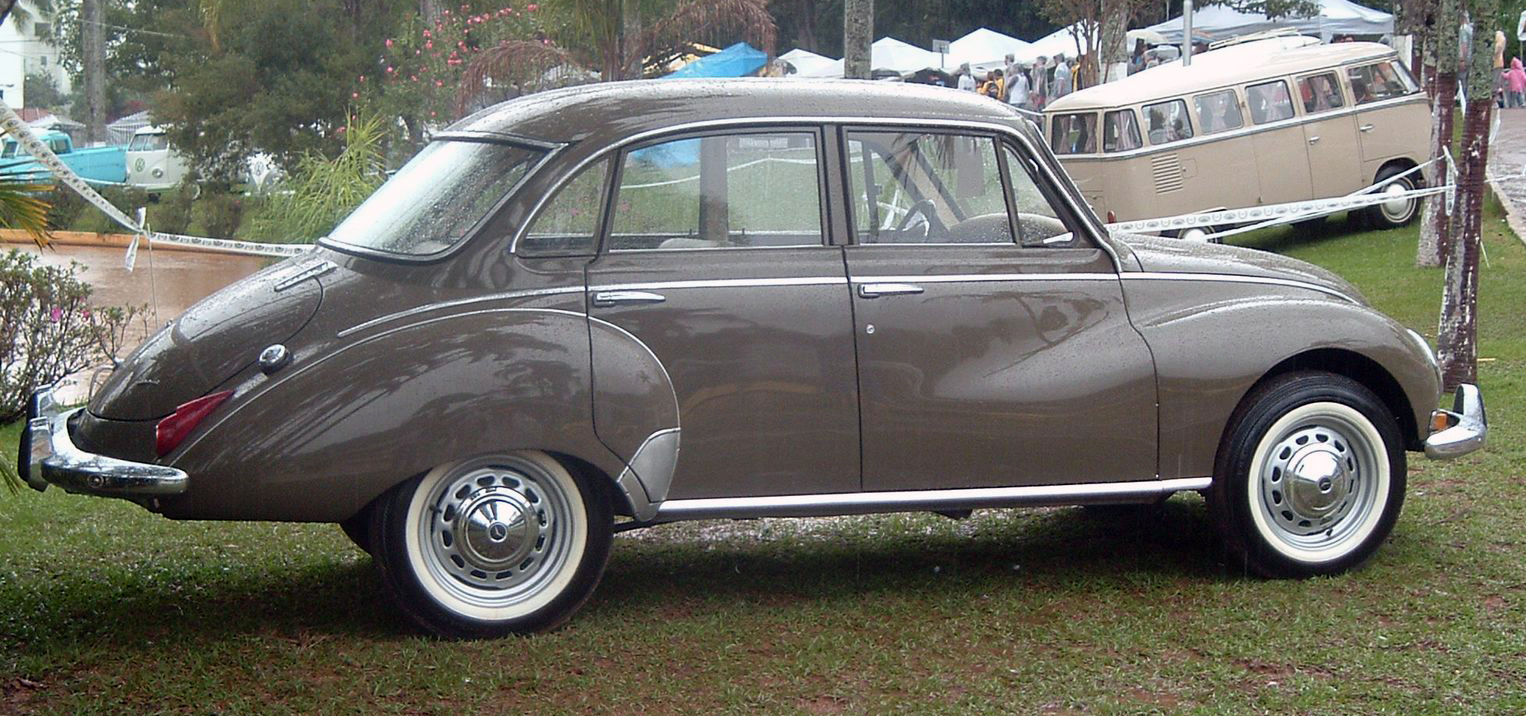
DKW-Vemag Belcar

Au Brésil, la production sous licence de l'Auto Union 1000, assurée par la société "Vemag - Veículos e Máquinas Agrícolas S.A." de São Paulo, a commencé en 1959 et s'est arrêtée fin 1967, après l'expiration de la licence. Sa carrière commerciale a été un certain succès pour l'époque. Le premier modèle de VEMG était la Camioneta, qui a été produite de 1956 à 1958. Le break à deux portes correspondait à la DKW F 91 Universal allemande.
Vemag (pt) était devenu le troisième constructeur brésilien après Volkswagen et Wyllis. L'usine de Vemag a été rachetée par Volkswagen en 1967, le nouveau propriétaire d'Auto Union et DKW, qui avait récemment redémarré la production de ces deux marques en Europe, sous le nom Audi. Au total, 51.072 exemplaires de la berline Vemag Belcar (pt) ont été produites plus 47.769 exemplaires du break Vemaguet (pt).

## Chiffres de production en Brasil
| Année                                        | 1956 | 1957 | 1958 | 1959 | 1960  | 1961  | 1962  | 1963  | 1964  | 1965  | 1966  | 1967  | total         |
| -------------------------------------------- | ---- | ---- | ---- | ---- | ----- | ----- | ----- | ----- | ----- | ----- | ----- | ----- | ------------- |
| Camioneta                                    | 173  | 1166 | 1642 | 0    | 0     | 0     | 0     | 0     | 0     | 0     | 0     | 0     | Voir Vemaguet |
| Jipe Candango 4                              | 0    | 8    | 1174 | 1968 | 1977  | 868   | 386   | 20    | 0     | 0     | 0     | 0     | 6401          |
| Jipe Candango 2                              | 0    | 0    | 0    | 0    | 504   | 714   | 229   | 0     | 0     | 0     | 0     | 0     | 1447          |
| Belcar                                       | 0    | 0    | 2189 | 1773 | 3097  | 4642  | 7123  | 7541  | 6291  | 5519  | 6980  | 6007  | 51162         |
| Vemaguet (Renommage de la Camioneta en 1958) | 0    | 0    | 0    | 2524 | 4446  | 4695  | 7806  | 6267  | 4975  | 3847  | 5392  | 5009  | 47942         |
| Fissore                                      | 0    | 0    | 0    | 0    | 0     | 0     | 0     | 0     | 624   | 857   | 631   | 377   | 2489          |
| total                                        | 173  | 1174 | 5005 | 6265 | 10024 | 10919 | 15544 | 13828 | 11890 | 10223 | 13003 | 11393 | 109441        |
| Camionnette Caicara                          | 0    | 0    | 0    | 0    | 0     | 0     | 0     | 260   | 814   | 99    | 0     | 0     | 1173          |
| Camionnette Prachinha                        | 0    | 0    | 0    | 0    | 0     | 0     | 0     | 0     | 0     | 4938  | 1812  | 0     | 6750          |
| total Camionette                             | 0    | 0    | 0    | 0    | 0     | 0     | 0     | 260   | 814   | 5037  | 1812  | 0     | 7923          |

, , , , , , 